# MIT/GNU Scheme
MIT/GNU Schemeとは自由ソフトウェアのScheme実装であり、GNUプロジェクトの一部である。Edwinと呼ばれるEmacsライクエディタが内蔵されている。
書籍「Structure and Interpretation of Computer Programs」と「Structure and Interpretation of Classical Mechanics」にはMIT/GNU Schemeで動くソフトウェアが含まれている。